# Barham

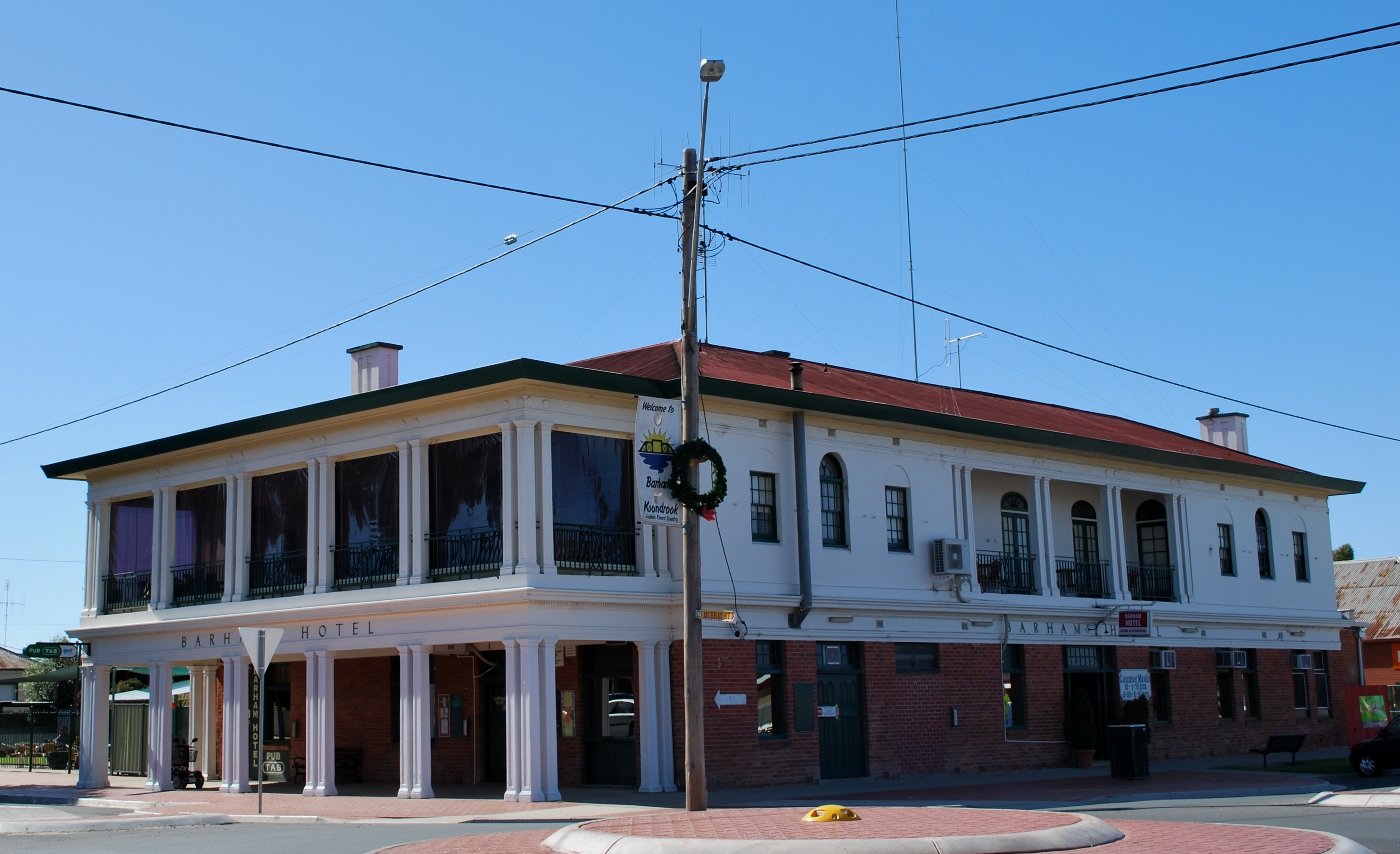
Hotel na cidade de Barham.

Barham é uma cidade australiana localizada na região de Riverina, no estado de Nova Gales do Sul. 